# Calapuja (distrito)
Calapuja é um distrito do departamento de Puno, localizada na província de Lampa, Peru.

## Transporte
O distrito de Calapuja é servido pela seguinte rodovia:
- PE-3S, que liga o distrito de La Oroya à Ponte Desaguadero (Fronteira Bolívia-Peru) - e a rodovia boliviana Ruta 1 - no distrito de Desaguadero (Região de Puno)
- PE-34H, que liga o distrito de Ayapata à cidade [1][2][3]